# Afrikanische Hechtsalmler
Die Afrikanischen Hechtsalmler (Hepsetus) sind eine Raubfischgattung aus der Ordnung der Salmlerartigen (Characiformes) und die einzige Gattung der Familie Hepsetidae. Sie kommt weitverbreitet im westlichen, zentralen und südlichen Afrika vor. Ihr Lebensraum reicht vom Senegal im Westen bis Angola im Süden und schließt die Stromgebiete des Kunene, des Okavango, des Kafue und des oberen Sambesi ein. Sie fehlt im Nil und in Ostafrika mit den Afrikanischen Großen Seen.

## Merkmale
Afrikanische Hechtsalmler besitzen einen langgestreckten, hechtartigen, von Cycloidschuppen bedeckten Körper und werden maximal 30 Zentimeter lang. Sie sind seitlich kaum abgeflacht und haben eine flache Kopfoberseite. Die Schnauze ist lang, das Maul groß und von einigen sehr großen, konischen und nach hinten gerichteten Fangzähnen und kleineren spitzen Zähnen besetzt. Am Kiefer finden sich segelartige Anhänge, die eventuell Sinnesorgane sind. Die Oberseite der Fische ist bräunlich, die Flanken und der Bauch sind silbrig mit lehmgelbem Schimmer. Die Augen sind groß und messingfarben, die Nasenöffnungen liegen dicht beieinander. Über den Augen haben sie einen rotorangen Fleck, dahinter einige helle und dunkle Bänder. Die Flossen sind pink bis grau, die Rückenflosse hat einige braunrote Strahlen, die Fettflosse ist schwarz. Ausgewachsene Tiere können auf den paarigen Flossen schwarze Flecken haben. Die Afterflosse liegt hinter der Rückenflosse. Afrikanische Hechtsalmler besitzen 45 bis 49 Wirbel. Entlang des Seitenlinienorgans befinden sich 49 bis 60 Schuppen.
- Flossenformel: Dorsale II/7–9, Anale II/9–11.
- Schuppenformel: mLR 43–60.
- Kiemenreusenstrahlen: 8–23.

Afrikanische Hechtsalmler sind relativ kurzlebig und werden nur drei bis fünf Jahre alt.

## Lebensweise
Sie sind Einzelgänger und standorttreue Lauerjäger. Jungfische verbergen sich in Pflanzenbeständen, während ausgewachsene Tiere eher in tieferem Wasser über dem freien Grund lauern. Sie ernähren sich vor allem von Fischen und können Beute überwältigen, die 40 % ihrer eigenen Größe erreichen kann. Die Jungfische fressen Insekten und deren Larven.
Afrikanische Hechtsalmler wandern zur Laichzeit in kleinere Nebenflüsse und auf überschwemmte Flächen und bauen zur Fortpflanzung treibende Nester aus Schaum und pflanzlichem Material, die von einem oder beiden Elternteilen bewacht werden. Ein Weibchen kann 10.000 Eier legen.

## Äußere Systematik
Die Stellung der Afrikanischen Hechtsalmler im zoologischen System ist noch nicht endgültig geklärt. In einer wissenschaftlichen Arbeit aus dem Jahre 2005 wurde die Familie als Schwestergruppe einer Klade aus Schlanksalmlern (Lebiasinidae) und Amerikanischen Hechtsalmlern (Ctenoluciidae) identifiziert. Die Schwestergruppe aller drei Familien zusammen wiederum waren die Afrikanischen Salmler (Alestidae). Eine Studie aus dem Jahr 2011 wies die Hepsetidae dagegen als Schwestergruppe der Alestidae aus, während in einer der umfangreichsten Arbeiten der jüngeren Zeit aus dem Jahr 2018 die Gattung Hepsetus sogar in die Alestidae eingebettet ist.

## Arten
- Hepsetus cuvieri, (Castelnau, 1861), Cuanza, Cunene, Okavango, oberer Sambesi und Kafue, südlichster Teil des Kasai-Flusssystems, mittleres und südliches Kongobecken und Luapula.[4]
- Hepsetus kingsleyae, Vreven, Decru & Snoeks, 2013, Stromgebiet des Ogooué.[5]
- Hepsetus lineatus, (Pellegrin 1926), Sanaga (Kamerun) bis Chiloango (Republik Kongo).
- Hepsetus microlepis, (Boulenger, 1901), Kongobecken[6]
- Hepsetus occidentalis Decru et al., 2013, Senegal bis Cavally.
- Hepsetus odoe, (Bloch, 1794), Elfenbeinküste bis zum Schari (Zentralafrikanische Republik).

Die Hechtsalmlerpopulation aus dem oberen Kongo könnten eine weitere, bisher unbeschriebene Art darstellen.

## Forschungsgeschichte
Die erste Art der Gattung wurde 1794 durch den deutschen Naturforscher und Arzt Marcus Élieser Bloch als Salmo odoe, also als Lachs, beschrieben, die Gattung 1838 durch den Engländer William Swainson aufgestellt, die Familie Hepsetidae 1966 durch den britischen Ichthyologen Peter Humphry Greenwood und Kollegen. Eine weitere Art wurde 1861 durch den französischen Forschungsreisenden Francis de La Porte de Castelnau als Hydrocyonoides cuvieri beschrieben, 1984 aber mit Hepsetus odoe synonymisiert. Im Jahr 2011 wurde Hepsetus cuvieri revalidiert und 2013 zwei weitere Arten neu beschrieben. Die Arten werden nach morphologischen Merkmalen, wie der Schuppenformel, Anzahl und Anordnung der Zähne und der Kiemenreusenstrahlen unterschieden.